# Nippon Professional Baseball 1958
La stagione 1958 della Nippon Professional Baseball (NPB) è iniziata il 5 aprile ed è terminata il 21 ottobre 1958.
Le Japan Series sono state vinte per la terza volta nella loro storia dai Nishitetsu Lions, che si sono imposti sugli Yomiuri Giants per 4 partite a 3.

## Regular season
| Squadra            | Games | Vittorie | Sconfitte | Tie | Perc. | Diff. |
| ------------------ | ----- | -------- | --------- | --- | ----- | ----- |
| Yomiuri Giants     | 130   | 77       | 52        | 1   | .596  | —     |
| Osaka Tigers       | 130   | 72       | 58        | 0   | .554  | 5.5   |
| Chunichi Dragons   | 130   | 66       | 59        | 5   | .527  | 9.0   |
| Kokutetsu Swallows | 130   | 58       | 68        | 4   | .462  | 17.5  |
| Hiroshima Carp     | 130   | 54       | 68        | 8   | .446  | 19.5  |
| Taiyo Whales       | 130   | 51       | 73        | 6   | .415  | 23.5  |

| Squadra          | Games | Vittorie | Sconfitte | Tie | Perc. | Diff. |
| ---------------- | ----- | -------- | --------- | --- | ----- | ----- |
| Nishitetsu Lions | 130   | 78       | 47        | 5   | .619  | —     |
| Nankai Hawks     | 130   | 77       | 48        | 5   | .612  | 1.0   |
| Hankyu Braves    | 130   | 73       | 51        | 6   | .585  | 4.5   |
| Daimai Orions    | 130   | 62       | 63        | 5   | .496  | 16.0  |
| Toei Flyers      | 130   | 57       | 70        | 3   | .450  | 22.0  |
| Kintetsu Pearls  | 130   | 29       | 97        | 4   | .238  | 49.5  |

### Record Individuali

#### Central League
| Stat. | Giocatore        | Squadra          | Totale |
| ----- | ---------------- | ---------------- | ------ |
| AVG   | Kenjiro Tamiya   | Osaka Tigers     | .320   |
| HR    | Shigeo Nagashima | Yomiuri Giants   | 29     |
| RBI   | Shigeo Nagashima | Yomiuri Giants   | 92     |
| R     | Shigeo Nagashima | Yomiuri Giants   | 89     |
| H     | Shigeo Nagashima | Yomiuri Giants   | 153    |
| SB    | Hiroji Okajima   | Chunichi Dragons | 47     |

| Stat. | Giocatore       | Squadra            | Totale |
| ----- | --------------- | ------------------ | ------ |
| W     | Masaichi Kaneda | Kokutetsu Swallows | 31     |
| L     | Noboru Akiyama  | Taiyo Whales       | 23     |
| ERA   | Masaichi Kaneda | Kokutetsu Swallows | 1.30   |
| K     | Masaichi Kaneda | Kokutetsu Swallows | 311    |
| IP    | Motoshi Fujita  | Yomiuri Giants     | 359    |
| IP    | Noboru Akiyama  | Taiyo Whales       | 359    |

#### Pacific League
| Stat. | Giocatore         | Squadra          | Totale |
| ----- | ----------------- | ---------------- | ------ |
| AVG   | Futoshi Nakanishi | Nishitetsu Lions | .314   |
| HR    | Futoshi Nakanishi | Nishitetsu Lions | 23     |
| RBI   | Takao Katsuragi   | Daimai Orions    | 85     |
| R     | Yoshinori Hirose  | Nankai Hawks     | 82     |
| H     | Takao Katsuragi   | Daimai Orions    | 147    |
| SB    | Chico Barbon      | Hankyu Braves    | 38     |

| Stat. | Giocatore     | Squadra          | Totale |
| ----- | ------------- | ---------------- | ------ |
| W     | Kazuhisa Inao | Nishitetsu Lions | 33     |
| L     | Mamoru Otsu   | Kintetsu Pearls  | 22     |
| ERA   | Kazuhisa Inao | Nishitetsu Lions | 1.42   |
| K     | Kazuhisa Inao | Nishitetsu Lions | 334    |
| IP    | Kazuhisa Inao | Nishitetsu Lions | 373    |

## All-Star Game
| Gare | Data | Vincitore | Punteggio | Ospite                                                                 | MVP                                      | Lanciatore Vincente                | Lanciatore Perdente                 |
| ---- | ---- | --------- | --------- | ---------------------------------------------------------------------- | ---------------------------------------- | ---------------------------------- | ----------------------------------- |
| 1    | 27/7 | Central   | 5-2       | Heiwadai Stadium in Fukuoka, Fukuoka                                   | Toshio Miyamoto, Yomiuri Giants (CL)     | Masaaki Koyama, Osaka Tigers (CL)  | Tadashi Sugiura, Nankai Hawks (PL)  |
| 2    | 29/7 | Pacific   | 8-3       | The first Hiroshima Municipal Baseball Stadium in Hiroshima, Hiroshima | Futoshi Nakanishi, Nishitetsu Lions (PL) | Tetsuya Yoneda, Hankyu Braves (PL) | Motoshi Fujita, Yomiuri Giants (CL) |

## Premi
- Miglior giocatore della Stagione

|    | Giocatore      | Squadra          |
| -- | -------------- | ---------------- |
| CL | Motoshi Fujita | Yomiuri Giants   |
| PL | Kazuhisa Inao  | Nishitetsu Lions |

- Rookie dell'anno

|    | Giocatore        | Squadra        |
| -- | ---------------- | -------------- |
| CL | Shigeo Nagashima | Yomiuri Giants |
| PL | Tadashi Sugiura  | Nankai Hawks   |

- Miglior giocatore delle Japan Series

| Giocatore     | Squadra          |
| ------------- | ---------------- |
| Kazuhisa Inao | Nishitetsu Lions |

| Posizioni  | Giocatore          | Squadra            |
| ---------- | ------------------ | ------------------ |
| Lanciatore | Masaichi Kaneda    | Kokutetsu Swallows |
| Ricevitore | Shigeru Fujio      | Yomiuri Giants     |
| 1a base    | Tetsuharu Kawakami | Yomiuri Giants     |
| 2a base    | Noboru Inoue       | Chunichi Dragons   |
| 3a base    | Shigeo Nagashima   | Yomiuri Giants     |
| Interbase  | Yoshio Yoshida     | Osaka Tigers       |
| Esterno    | Toru Mori          | Chunichi Dragons   |
| Esterno    | Wally Yonamine     | Yomiuri Giants     |
| Esterno    | Kenjiro Tamiya     | Osaka Tigers       |

| Posizioni  | Giocatore         | Squadra          |
| ---------- | ----------------- | ---------------- |
| Lanciatore | Kazuhisa Inao     | Nishitetsu Lions |
| Ricevitore | Katsuya Nomura    | Nankai Hawks     |
| 1a base    | Stanley Hashimoto | Toei Flyers      |
| 2a base    | Chico Barbon      | Hankyu Braves    |
| 3a base    | Futoshi Nakanishi | Nishitetsu Lions |
| Interbase  | Takao Katsuragi   | Daimai Orions    |
| Esterno    | Seiji Sekiguchi   | Nishitetsu Lions |
| Esterno    | Shochi Busujima   | Toei Flyers      |
| Esterno    | Kohei Sugiyama    | Nankai Hawks     |